# Fontaine de la Halle aux Blés
La fontaine de la Halle aux Blés est une construction parisienne située dans la partie basse de la colonne Médicis. La fontaine d'origine est installée en 1757, lorsque la Halle aux Blés est construite à l'emplacement de l'ancien hôtel de Soissons. Son bassin et son robinet sont masqués par une plaque de métal sur laquelle est gravée la date de la rénovation de 1812.

## Localisation
La fontaine de la Halle aux Blés est située dans la partie basse de la colonne Médicis appelée aussi Colonne astronomique, près de la Bourse de Commerce, rue de Viarmes dans le 1er arrondissement de Paris.

## Historique
La colonne de l'observatoire astronomique de 31 mètres fut construite en 1575 à la demande de Catherine de Médicis par l'architecte Jean Bullant. Placée dans une cour intérieure, elle faisait partie de l'Hôtel de la Reine la résidence de la reine Catherine de Médicis et servait d'observatoire à son astronome et astrologue Cosimo Ruggieri. Après la mort de celui-ci en 1615 la colonne astronomique a perdu de son utilité. Après la mort de la Reine l'Hôtel avec sa colonne fut vendu en 1601 à la sœur de Henri IV et ensuite à Charles de Soissons pour devenir l'Hôtel de Soissons. 
Échappant de justesse à la destruction lors de la vente et démolition de l'Hôtel de Soissons en 1748, elle a été acquise par la ville de Paris en 1755. Une fontaine et un cadran solaire furent installés en 1767 lors de la construction de la première Halle aux Blés à l'emplacement de l'ancien Hôtel de Soissons. 
La Halle aux Blés est construite entre 1763 et 1766 sous M. de Viarmes par l'architecte Nicolas Le Camus de Mézières. À l'époque de la construction de la Halle aux Blés la colonne fut sauvegardée et intégrée dans le mur circulaire du bâtiment. Elle fut transformée en fontaine publique avec un simple robinet placée dans son soubassement. 
La sauvegarde de la colonne est due à l'action du citoyen Louis Petit de Bachaumont qui en fit l'acquisition moyennant 800 livres et la céda à la ville de Paris à la seule condition qu'elle ne serait point démolie.
La Halle aux Blés a subi deux incendies en 1802 et 1854 avant son transformation en Bourse de Commerce en 1889 par l'architecte Henri Blondel. 

## Description
Dans le soubassement de la Colonne Médicis, au dessous du cartouche portant une inscription en latin, un robinet fut intégré dans la pierre pour distribuer l'eau au public. L'eau alimentant la fontaine provenait des pompes de Notre-Dame et de Chaillot. De nos jours, le bassin accueillant l'eau de la fontaine et le robinet ont disparu à la vue du public, masqués par une porte dans le métal de laquelle une date MDCCCXII (1812) est gravée : il s'agit de l'année de la rénovation de la colonne, après son deuxième incendie. Les travaux de reconstruction, entre 1806 et 1811, furent confiés à l'architecte François-Joseph Bélanger. 

## Galerie

Colonne Médicis et l'Hôtel de Soissons
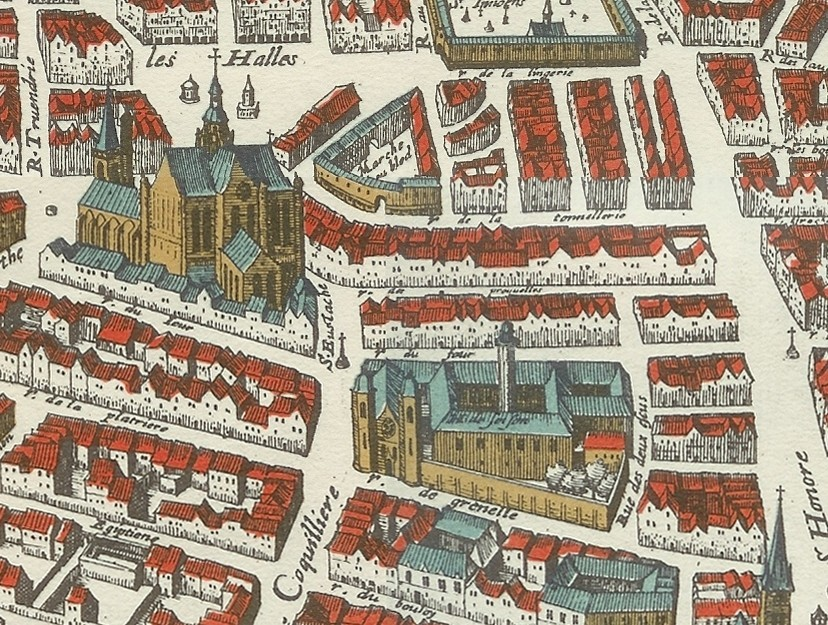
Hôtel de Soissons avec la Colonne Médicis en 1615.
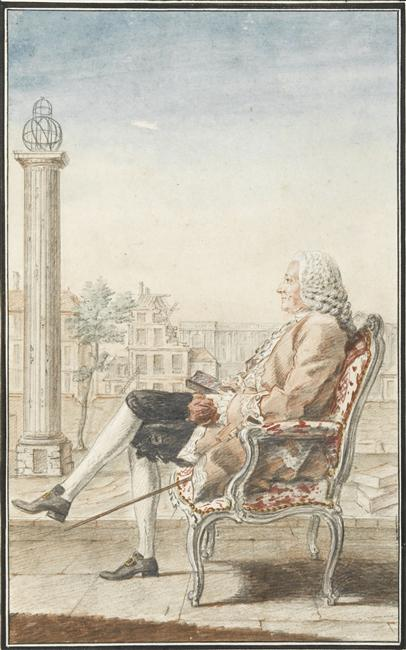
Louis Petit de Bachaumont veillant sur la Colonne Médicis pendant la destruction de l'Hôtel de Soissons en 1748.

Bourse de Commerce et Colonne Médicis aujourd'hui
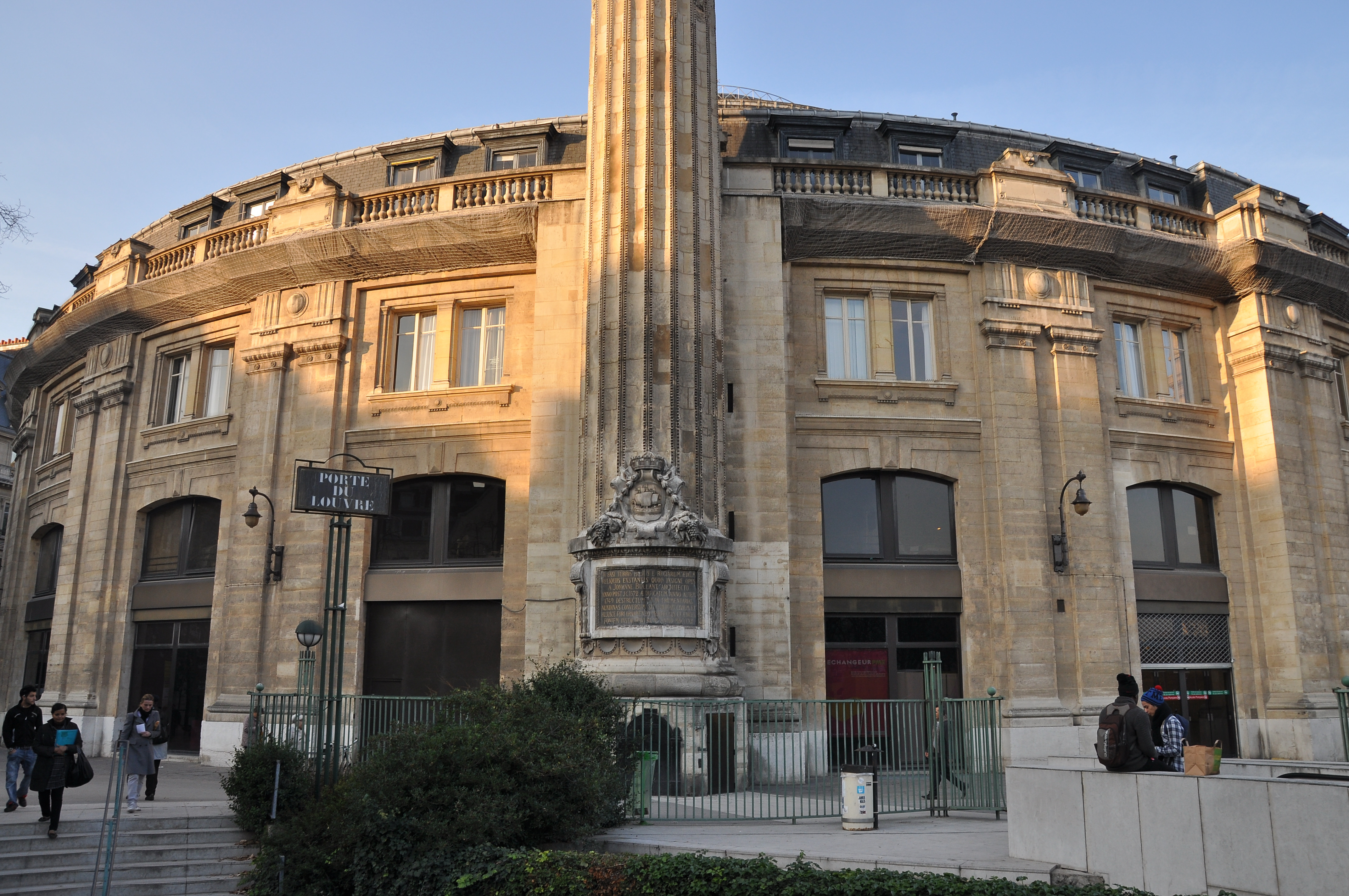
Vue d'ensemble de la Bourse de commerce.
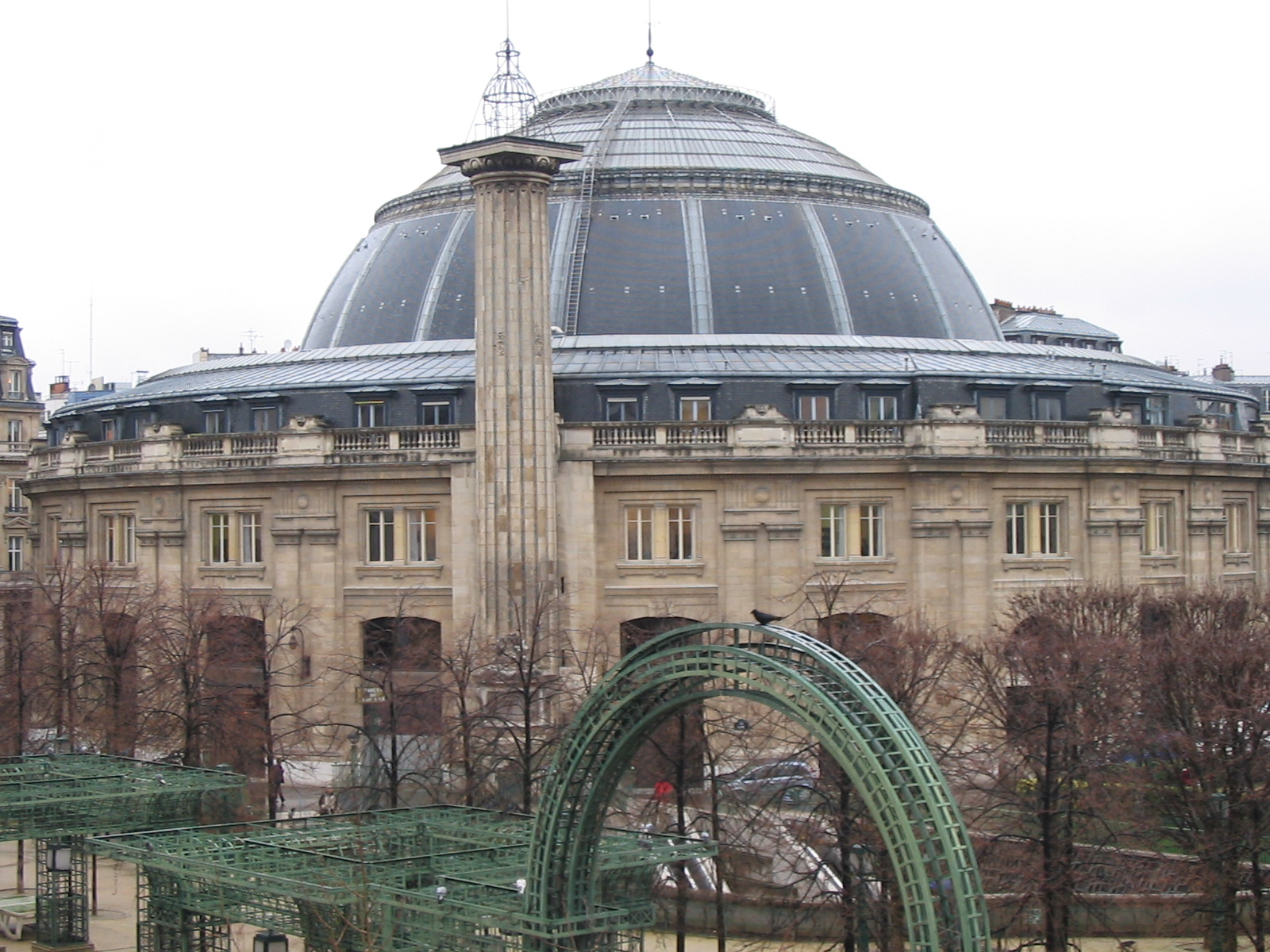
Bourse de commerce et Colonne Médicis.
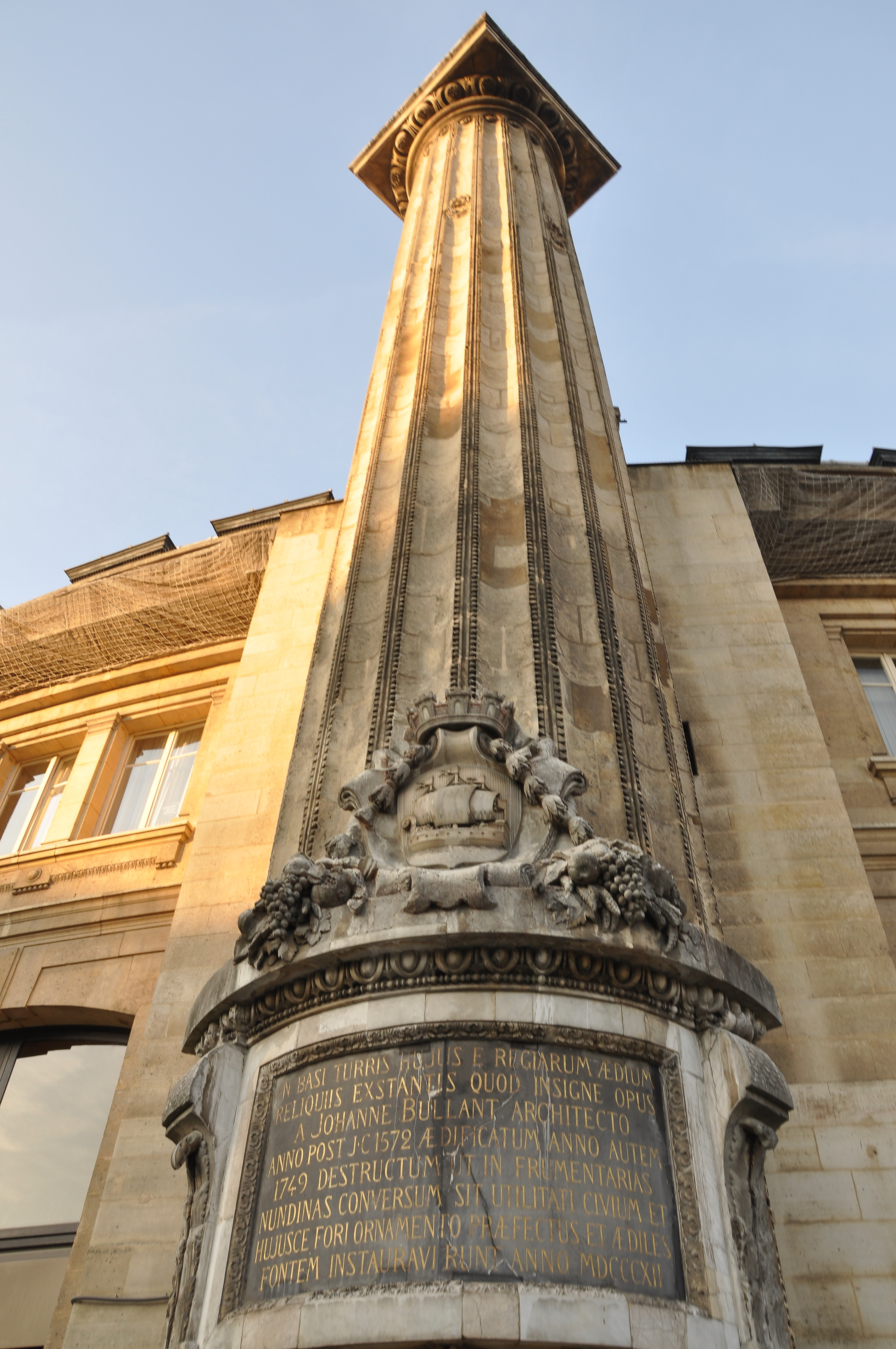
Vue sur la Colonne Médicis.

Fontaine de la Halle aux Blés
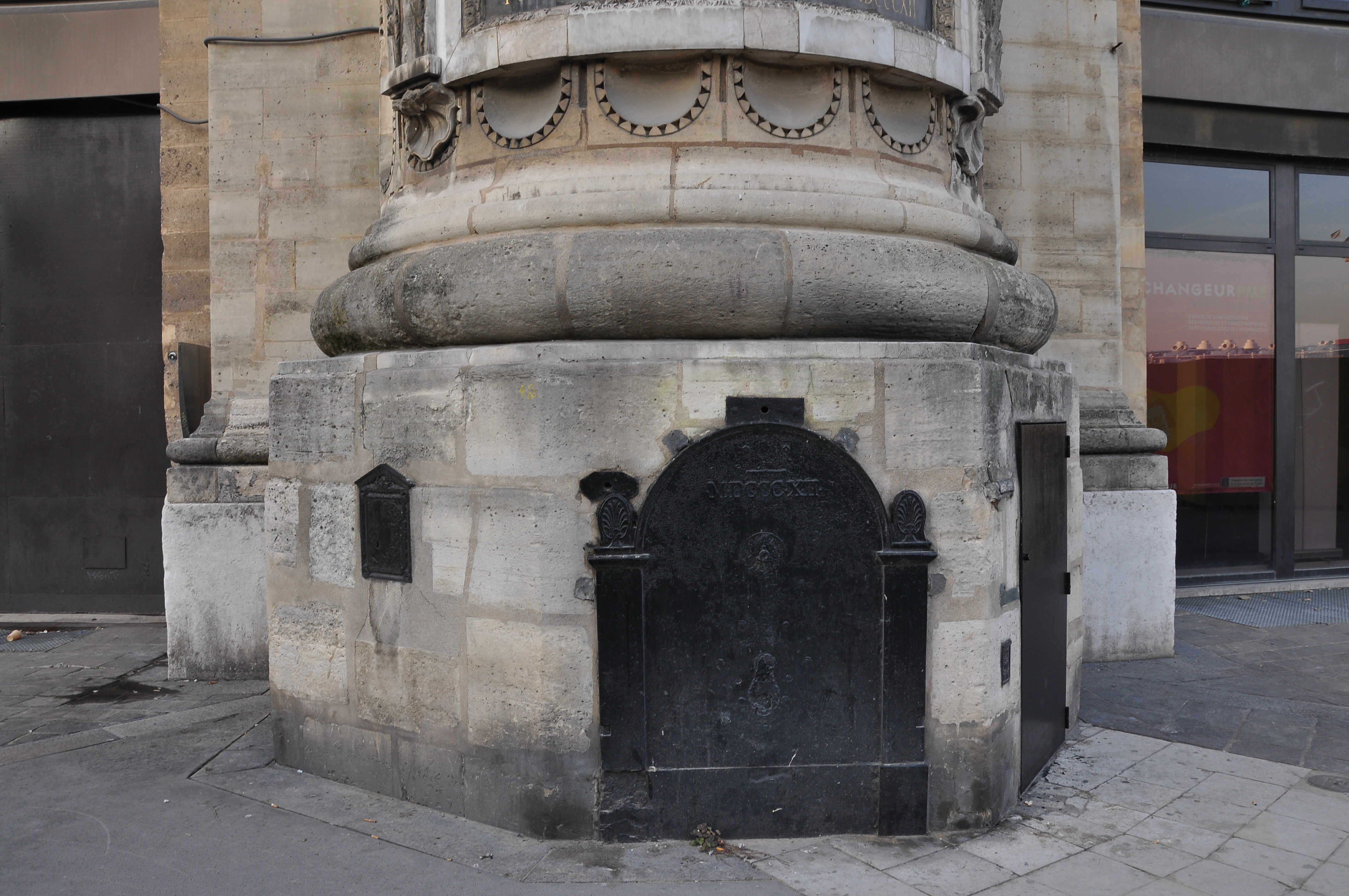
Fontaine dans le soubassement de la colonne.
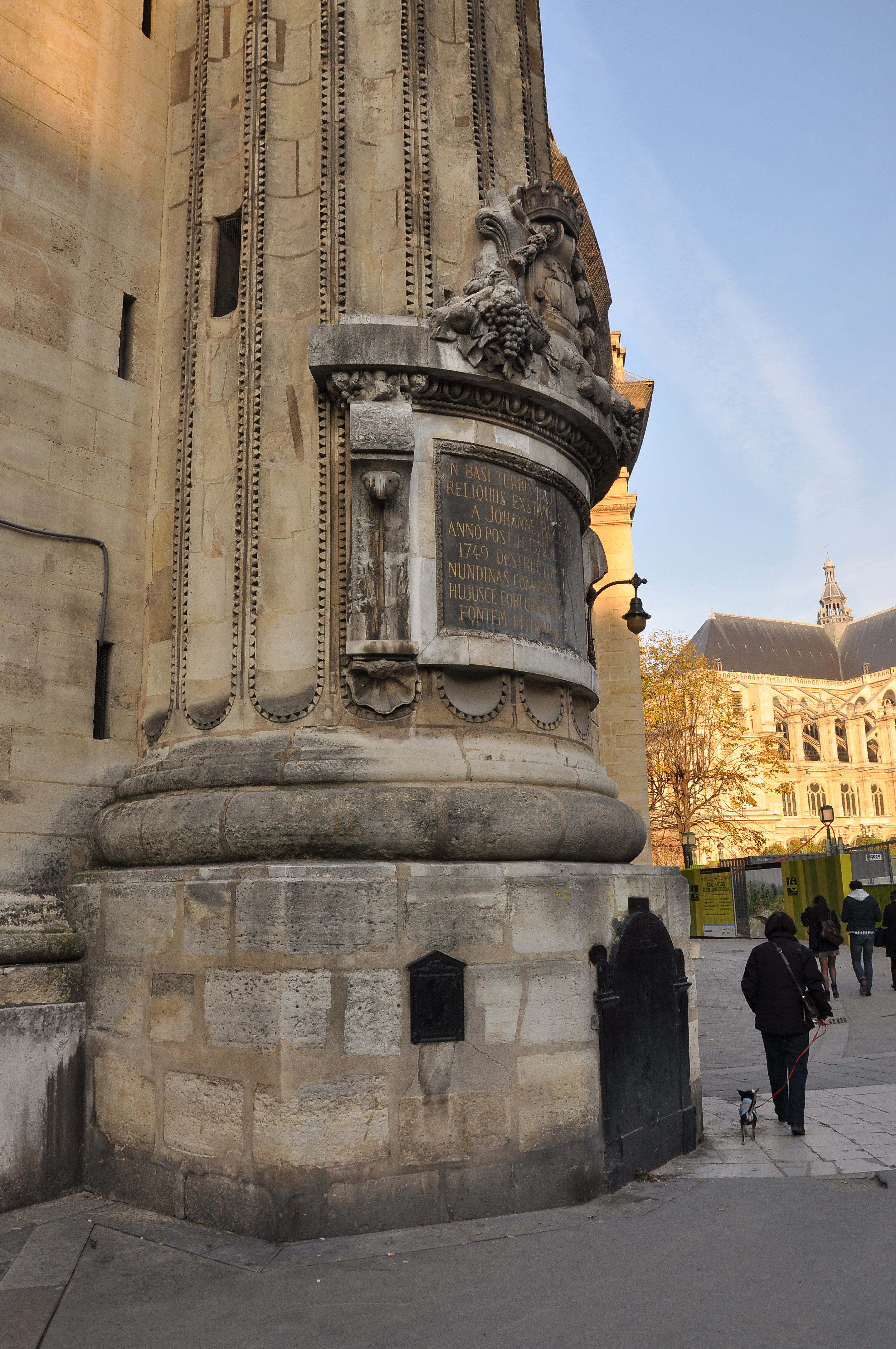
Vestiges de la fontaine et la plaque d'inscription.
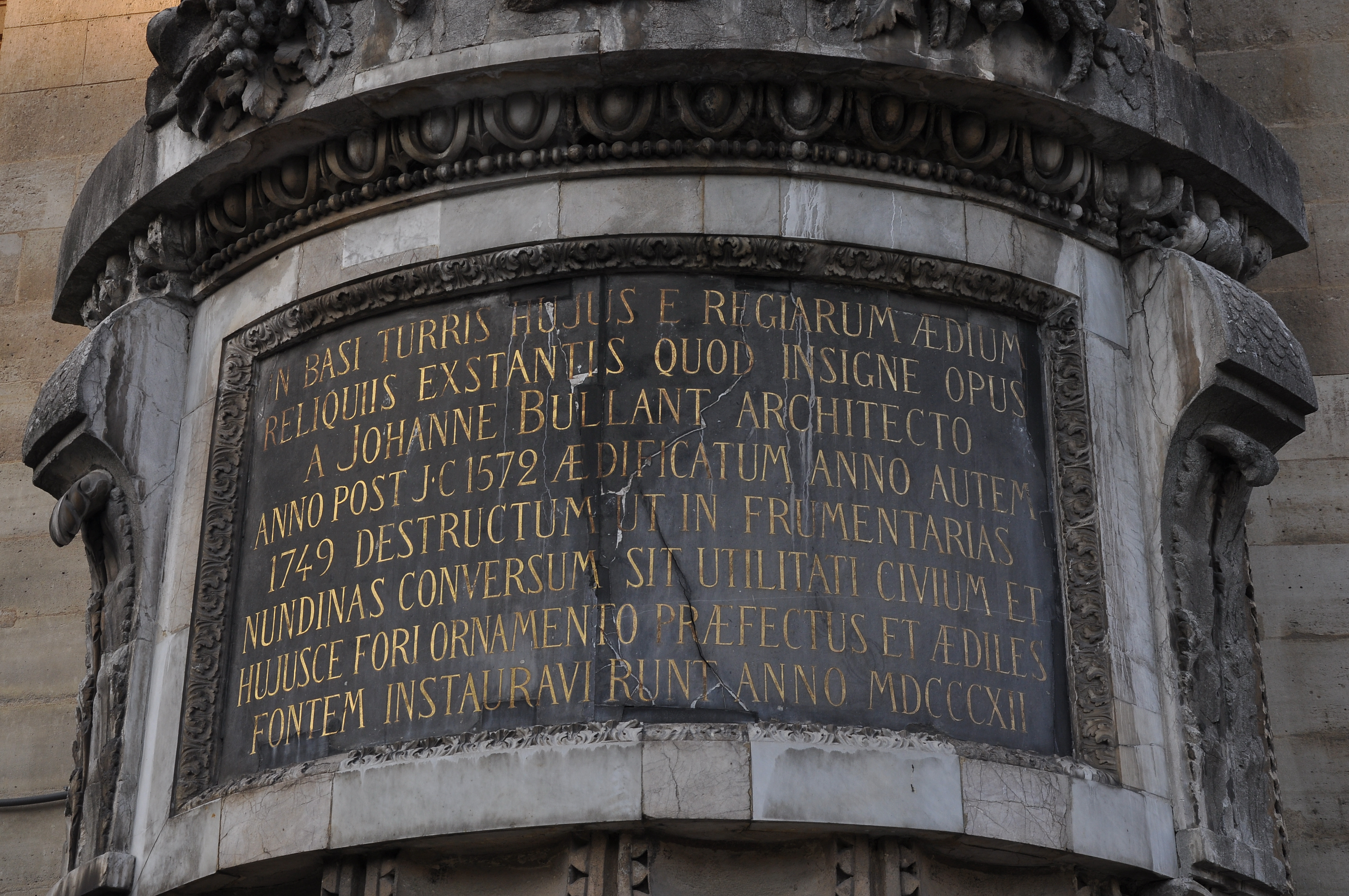
Plaque commémorative de la construction de la Colonne Médicis.